# Akvitanci
Akvitani (latinski: Aquitani) ili Akvitanci su bili drevni narod koji je u antičko doba nastanjivao područje zapadne Galije između obale Atlantika na zapadu, Pirineja na jugu i rijeke Garonne na sjeveru, a koje po njima nosi ime Akvitanija. Iako je Julije Cezar u svojim Galskim ratovima njihovu zemlju opisao kao poseban dio Galije, dio današnjih povjesničara ih na temelju arheoloških artefakata i lingvističkih analiza, ne smatra Galima nego srodnicima današnjih Baska.